# Morchies
Morchies é uma comuna francesa na região administrativa de Altos da França, no departamento de Pas-de-Calais. Estende-se por uma área de 6,64 km². Em 2010 a comuna tinha 214 habitantes (densidade: 32,2 hab./km²).